# Vol Emery Worldwide 17
Le 16 février 2000, le Douglas DC-8 effectuant le vol Emery Worldwide 17, un vol cargo reliant Reno, dans le Nevada, à Dayton, dans l'Ohio, avec une escale près de Sacramento, en Californie, s'écrase dans une casse automobile peu après son décollage de l'aéroport de Sacramento Mather, tuant les trois membres d'équipage présents à bord. 
L'enquête, menée par le Conseil national de la sécurité des transports américain (NTSB), révèle que, pendant le décollage de l'avion, une pièce de commande s'est détachée de la gouverne de profondeur droite, ce qui a entraîné une perte de contrôle du tangage. Le NTSB constate également qu’une procédure de maintenance inadéquate, mise en œuvre par la compagnie aérienne, introduisait une charge incorrecte sur les boulons censés relier la pièce à la gouverne.
Quinze recommandations sont émises par le NTSB. L’une des recommandations est d’inspecter chaque DC-8 sur un sol américain afin de prévenir d’autres accidents pouvant être causée par le détachement de pièces de la gouverne de profondeur. La Federal Aviation Administration (FAA) constate par la suite plus de 100 infractions de maintenance de la part de la compagnie aérienne, dont une qui provoque un autre accident le 26 avril 2001. Emery Worldwide immobilise définitivement toute sa flotte le 13 août 2001,.

## Avion et équipage

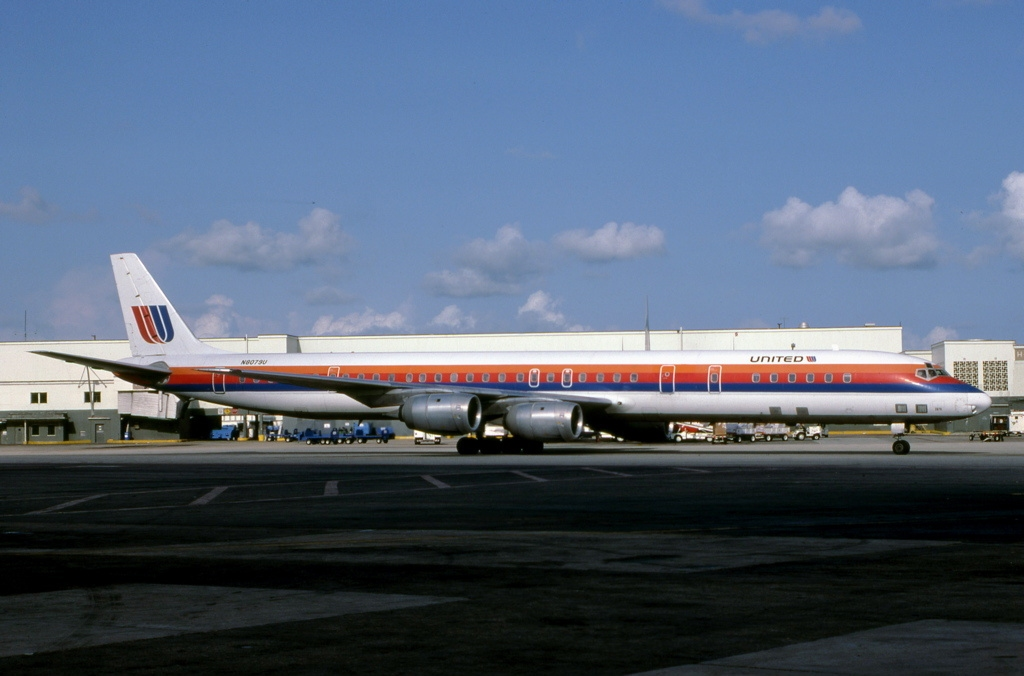
Le DC-8 impliqué, ici en mai 1987, lorsqu'il opérait pour United Airlines.

L’appareil impliqué dans l’accident était un Douglas DC-8-61, construit sous l'immatriculation N8079U en 1968. Exploité par United Airlines (1968-1990) et Líneas Aéreas Paraguayas (en) (1990-1994), il a été ensuite modifié en version fret avant d'être vendus. En mars 1994, l'avion a été récupéré par Emery Worldwide (en) et avait accumulé environ 84 447 heures de vol. En juillet 1983, les moteurs Pratt & Whitney JT3D ont été remplacés par des moteurs CFM International CFM56 afin de moderniser l’avion de la série -60 à un avion de la série -70.
L’équipage était composé du commandant de bord Kevin Stables (43 ans), qui avait enregistré 13 329 heures de vol dont 2 128 heures sur DC-8, de l'officier pilote de ligne George Land (35 ans), qui avait enregistré 4 511 heures de vol dont 2 080 heures sur DC-8 et du mécanicien navigant Russell Hicks (38 ans), qui avait à son compteur 9 775 heures de vol dont 675 heures sur DC-8.

## Accident
Le vol 17 était un vol cargo intérieur régulier reliant l'aéroport international de Reno–Tahoe dans le Nevada à destination de l'aéroport international de Dayton dans l'Ohio avec une escale intermédiaire à l'aéroport de Sacramento Mather, en Californie. Le vol était assuré par Emery Worldwide (en), qui était alors une importante compagnie de fret aux États-Unis, en utilisant un Douglas DC-8-71F avec 3 membres d’équipage à son bord.
Après avoir terminé la checklist roulage, les membres de l'équipage ont lancé la checklist avant décollage à environ 19 h 47, heure locale. Ils ont ensuite informé la tour de contrôle qu'ils étaient prêts pour un décollage en piste 22L. Les pilotes ont ensuite été autorisés à décoller. L’équipage a appliqué un piqué continu pendant la course au décollage, afin d'être certain que l'avion ait suffisamment de vitesse pour ne pas effectuer une rotation trop tôt.
Lorsque l’avion a atteint sa vitesse V1, le commandant de bord a appelé « rotation ». L'assiette est ensuite passée de 0,2 à 5,3 degrés. À ce moment-là, les pilotes appliquaient toujours un léger mouvement vers l’avant sur le manche (action à piqué), mais pourtant, le nez a continué à se relever. Les données de l'appareil indiquent que l'équipage a ajouté plus de force sur le manche, mais l'assiette a continué d'augmenter passant de 14,5 à 17,4 degrés. L'avion a atteint V2 et a commencé à se soulever.
Immédiatement après le décollage de l'avion, ce dernier prend un virage à gauche et le copilote déclare rapidement que le vol 17 souhaite retourner à Sacramento. Le régime moteur a commencé à diminuer et le vibreur de manche (alarme annonciatrice d'un décrochage) s'active pour la première fois. Le commandant déclare alors une urgence, estimant qu'un déplacement de la charge à bord avait eu lieu. Le DC-8 commence à se déplacer de façon irrégulière et l’angle d'inclinaison diminue puis augmente brutalement. L'avion commence alors à descendre.
Le commandant de bord a répété la déclaration d'urgence lorsque le régime du moteur a commencé à augmenter. À ce moment-là, l’appareil descendait avec une inclinaison de 11 degrés. L'équipage a alors ajouté de la puissance et l'avion a recommencé à remonter. Au fur et à mesure que l'avion continuait à monter, l'angle d'inclinaison commençait à augmenter vers la gauche. Le commandant de bord a ensuite contacté la tour de contrôle, indiquant que le vol 17 « avait un problème extrême »(p61).
L’avion a ensuite continué à voler dans une direction nord-ouest. L’équipage essayait de stabiliser l’appareil alors qu’il se mettait à tanguer à gauche puis à droite. Le système d’avertisseur de proximité avec le sol (GPWS) a alors commencé à retentir. À 19 h 51, l'aile gauche de l'avion entre en contact avec une colonne de support en béton et en acier attaché à un bâtiment de deux étages. Le DC-8 s’est ensuite écrasé sur un chantier de récupération automobile, percutant des centaines de voitures et a ensuite pris feu,. Les trois membres d'équipage à bord ont été tués,.

## Enquête

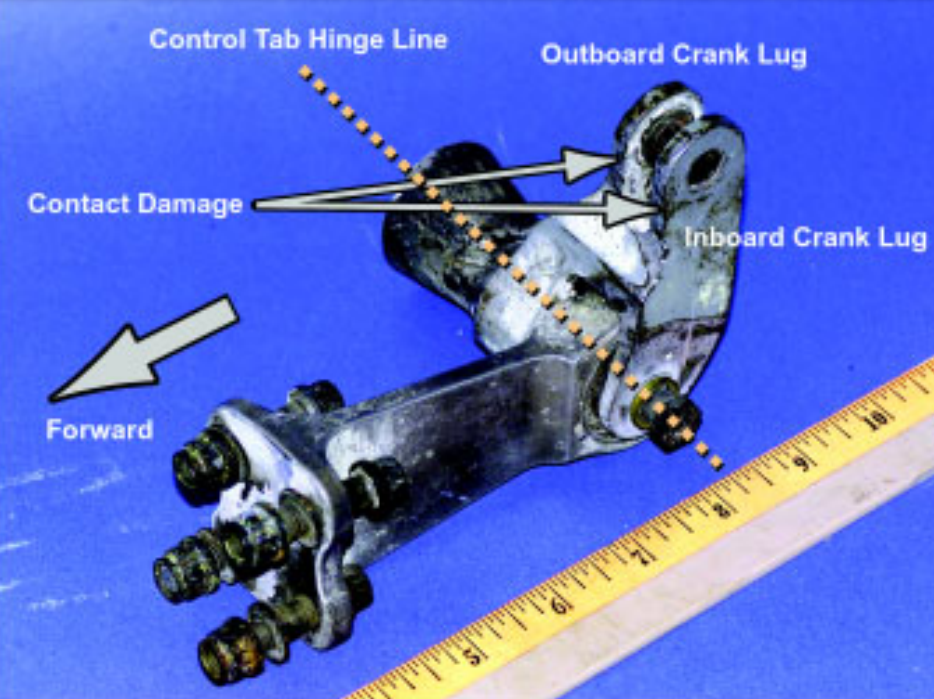
Une partie du système de commande de la gouverne de profondeur droite, photographié après l'accident du vol 17.

Le conseil national de la sécurité des transports américain (NTSB) a publié son rapport final en 2003, trois ans après l'accident,. Le rapport indique que l'accident du vol 17 a été provoqué par le détachement d'une pièce de commande de la gouverne de profondeur droite. La déconnexion a été causée par l’incapacité de fixer et d’inspecter correctement le boulon de fixation.
Le NTSB a ensuite ajouté : « Les problèmes de sécurité évoqués dans ce rapport incluent l'installation et l'utilisation d'un indicateur de position sur la gouverne de profondeur du DC-8, l'adéquation des cartes de travail de maintenance du DC-8 (éléments d'inspection requis) et la conception de certaines pièces de la gouverne du DC-8. Les recommandations de sécurité ont été adressées à la FAA ».
15 recommandations de sécurité ont été émises par le NTSB à la suite de l'accident et de la publication du rapport final(p84-85),.

## Médias
L'accident a fait l'objet d'un épisode dans la série télévisée Air Crash nommé « Les rouages de la catastrophe » (saison 18 - épisode 1).